# Вільям Вільямс (політик)
Вільям Вільямс (англ. William Williams; 8 квітня 1731 — 2 серпня 1811) — американський батько-засновник Сполучених Штатів, торговець, делегат від Коннектикуту на Континентальному конгресі в 1776 році та підписант Декларації незалежності Сполучених Штатів.

## Життєпис
Вільямс народився в Лебаноні, штат Коннектикут, в сім'ї міністра Соломона Вільямса та Мері Портер. Вивчав теологію та право в Гарварді в 1751 році. Продовжував готуватися до служіння протягом року, але потім приєднався до ополчення, щоб воювати у Французькій та Індійській війні. Після війни відкрив магазин у Лебаноні, штат Коннектикут, який назвав The Williams Inc. Вільямс ніколи не володів рабами, оскільки вважав, що це морально неправильно.